# Tai Baribo
Tai Baribo (in ebraico תאי בריבו‎?; Eilat, 15 gennaio 1998) è un calciatore israeliano, attaccante dei Philadelphia Union.

## Carriera
Cresciuto nel settore giovanile del Maccabi Petah Tikva, ha esordito in prima squadra il 1º marzo 2017 disputando l'incontro di Coppa d'Israele perso 1-2 contro il Maccabi Tel Aviv.
Nel luglio 2021 viene acquistato a titolo definitivo dagli austriaci del Wolfsberger.

## Statistiche

### Presenze e reti nei club
Statistiche aggiornate al 19 novembre 2021.
| Stagione                   | Squadra                    | Campionato                 | Campionato | Campionato | Coppe nazionali | Coppe nazionali | Coppe nazionali | Coppe continentali | Coppe continentali | Coppe continentali | Altre coppe | Altre coppe | Altre coppe | Totale | Totale |
| Stagione                   | Squadra                    | Comp                       | Pres       | Reti       | Comp            | Pres            | Reti            | Comp               | Pres               | Reti               | Comp        | Pres        | Reti        | Pres   | Reti   |
| -------------------------- | -------------------------- | -------------------------- | ---------- | ---------- | --------------- | --------------- | --------------- | ------------------ | ------------------ | ------------------ | ----------- | ----------- | ----------- | ------ | ------ |
| 2016-2017                  | Maccabi Petah Tikva        | LhA                        | 4          | 0          | CI+TC           | 1+0             | 0               |                    | -                  | -                  |             | -           | -           | 5      | 0      |
| 2017-2018                  | Maccabi Petah Tikva        | LhA                        | 8          | 1          | CI+TC           | 0+4             | 0               |                    | -                  | -                  |             | -           | -           | 12     | 1      |
| 2018-2019                  | Maccabi Petah Tikva        | LhA                        | 31         | 7          | CI+TC           | 3+4             | 0               |                    | -                  | -                  |             | -           | -           | 38     | 7      |
| 2019-2020                  | Maccabi Petah Tikva        | LL                         | 25         | 9          | CI              | 3               | 0               |                    | -                  | -                  |             | -           | -           | 28     | 9      |
| 2020-2021                  | Maccabi Petah Tikva        | LhA                        | 28         | 6          | CI+TC           | 1+3             | 0               |                    | -                  | -                  |             | -           | -           | 32     | 6      |
| Totale Maccabi Petah Tiqwa | Totale Maccabi Petah Tiqwa | Totale Maccabi Petah Tiqwa | 96         | 23         |                 | 19              | 0               |                    | -                  | -                  |             | -           | -           | 115    | 23     |
| 2021-2022                  | Wolfsberger                | BL                         | 29         | 11         | CA              | 3               | 2               |                    | -                  | -                  |             | -           | -           | 32     | 13     |
| 2022-2023                  | Wolfsberger                | BL                         | 33         | 17         | CA              | 4               | 5               | UECL               | 4                  | 2                  | -           | -           | -           | 41     | 24     |
| Totale Wolfsberger         | Totale Wolfsberger         | Totale Wolfsberger         | 62         | 28         |                 | 7               | 7               |                    | 4                  | 2                  |             | -           | -           | 73     | 37     |
| ago.-dic. 2023             | Philadelphia Union         | MLS                        | 5          | 0          | USOC            | -               | -               | -                  | -                  | -                  | LC          | 1           | 0           | 6      | 0      |
| 2024                       | Philadelphia Union         | MLS                        | 21         | 9          | -               | -               | -               | CCC                | 0                  | 0                  | LC          | 6           | 7           | 27     | 16     |
| 2025                       | Philadelphia Union         | MLS                        | 20         | 14         | USOC            | 1               | 0               | -                  | -                  | -                  | LC          | 0           | 0           | 21     | 14     |
| Totale Philadelphia        | Totale Philadelphia        | Totale Philadelphia        | 46         | 23         |                 | 1               | 0               |                    | 0                  | 0                  |             | 7           | 7           | 54     | 30     |
| Totale carriera            | Totale carriera            | Totale carriera            | 204        | 74         |                 | 27              | 7               |                    | 4                  | 2                  |             | 7           | 7           | 242    | 90     |

### Cronologia presenze e reti in nazionale
| Cronologia completa delle presenze e delle reti in nazionale ― Israele | Cronologia completa delle presenze e delle reti in nazionale ― Israele | Cronologia completa delle presenze e delle reti in nazionale ― Israele | Cronologia completa delle presenze e delle reti in nazionale ― Israele | Cronologia completa delle presenze e delle reti in nazionale ― Israele | Cronologia completa delle presenze e delle reti in nazionale ― Israele | Cronologia completa delle presenze e delle reti in nazionale ― Israele | Cronologia completa delle presenze e delle reti in nazionale ― Israele |
| Data                                                                   | Città                                                                  | In casa                                                                | Risultato                                                              | Ospiti                                                                 | Competizione                                                           | Reti                                                                   | Note                                                                   |
| ---------------------------------------------------------------------- | ---------------------------------------------------------------------- | ---------------------------------------------------------------------- | ---------------------------------------------------------------------- | ---------------------------------------------------------------------- | ---------------------------------------------------------------------- | ---------------------------------------------------------------------- | ---------------------------------------------------------------------- |
| 26-3-2022                                                              | Sinsheim                                                               | Germania                                                               | 2 – 0                                                                  | Israele                                                                | Amichevole                                                             | -                                                                      | 64’                                                                    |
| 29-3-2022                                                              | Netanya                                                                | Israele                                                                | 2 – 2                                                                  | Romania                                                                | Amichevole                                                             | -                                                                      | 45’                                                                    |
| 2-6-2022                                                               | Haifa                                                                  | Israele                                                                | 2 – 2                                                                  | Islanda                                                                | UEFA Nations League 2022-2023 - 1º turno                               | -                                                                      | 74’                                                                    |
| 24-9-2022                                                              | Tel Aviv                                                               | Israele                                                                | 2 – 1                                                                  | Albania                                                                | UEFA Nations League 2022-2023 - 1º turno                               | 1                                                                      | 86’                                                                    |
| 27-9-2022                                                              | Attard                                                                 | Malta                                                                  | 2 – 1                                                                  | Israele                                                                | Amichevole                                                             | -                                                                      | 58’                                                                    |
| 17-11-2022                                                             | Petah Tikva                                                            | Israele                                                                | 4 – 2                                                                  | Zambia                                                                 | Amichevole                                                             | 1                                                                      |                                                                        |
| 20-11-2022                                                             | Petah Tikva                                                            | Israele                                                                | 2 – 3                                                                  | Cipro                                                                  | Amichevole                                                             | 1                                                                      | 45’                                                                    |
| 25-3-2023                                                              | Haifa                                                                  | Israele                                                                | 1 – 1                                                                  | Kosovo                                                                 | Qual. Euro 2024                                                        | -                                                                      | 79’                                                                    |
| 28-3-2023                                                              | Carouge                                                                | Svizzera                                                               | 3 – 0                                                                  | Israele                                                                | Qual. Euro 2024                                                        | -                                                                      | 63’                                                                    |
| 16-6-2023                                                              | Budapest                                                               | Bielorussia                                                            | 1 – 2                                                                  | Israele                                                                | Qual. Euro 2024                                                        | -                                                                      | 45’                                                                    |
| 19-6-2023                                                              | Gerusalemme                                                            | Israele                                                                | 2 – 1                                                                  | Andorra                                                                | Qual. Euro 2024                                                        | -                                                                      | 75’                                                                    |
| 12-9-2023                                                              | Tel Aviv                                                               | Israele                                                                | 1 – 0                                                                  | Bielorussia                                                            | Qual. Euro 2024                                                        | -                                                                      | 78’                                                                    |
| 18-11-2023                                                             | Felcsút                                                                | Israele                                                                | 1 – 2                                                                  | Romania                                                                | Qual. Euro 2024                                                        | -                                                                      | 77’ 83’                                                                |
| 21-11-2023                                                             | Andorra la Vella                                                       | Andorra                                                                | 0 – 2                                                                  | Israele                                                                | Qual. Euro 2024                                                        | -                                                                      | 74’                                                                    |
| 8-6-2024                                                               | Debrecen                                                               | Ungheria                                                               | 3 – 0                                                                  | Israele                                                                | Amichevole                                                             | -                                                                      | 69’                                                                    |
| 11-6-2024                                                              | Budapest                                                               | Bielorussia                                                            | 0 – 4                                                                  | Israele                                                                | Amichevole                                                             | -                                                                      | 71’                                                                    |
| 10-10-2024                                                             | Budapest                                                               | Israele                                                                | 1 – 4                                                                  | Francia                                                                | UEFA Nations League 2024-2025 - 1º turno                               | -                                                                      | 62’                                                                    |
| 14-10-2024                                                             | Udine                                                                  | Italia                                                                 | 4 – 1                                                                  | Israele                                                                | UEFA Nations League 2024-2025 - 1º turno                               | -                                                                      | 75’                                                                    |
| 22-3-2025                                                              | Debrecen                                                               | Israele                                                                | 2 – 1                                                                  | Estonia                                                                | Qual. Mondiali 2026                                                    | -                                                                      | 71’                                                                    |
| Totale                                                                 |                                                                        | Presenze                                                               | 19                                                                     |                                                                        | Reti                                                                   | 3                                                                      |                                                                        |

## Palmarès

### Club

#### Competizioni nazionali
- Liga Leumit: 1

Maccabi Petah Tiqwa: 2019-2020

### Individuale
- Capocannoniere della Leagues Cup: 1

2024 (7 reti)